# Alice Seidl
Alice Seidl (* 3. September 1992 in Wien) ist eine österreichische Politikerin der SPÖ. Seit dem 10. Juni 2025 ist sie Abgeordnete zum Wiener Landtag und Gemeinderat.

## Ausbildung und Beruf
Alice Seidl besuchte das Döblinger Gymnasium, an dem sie im Jahr 2010 maturierte. Anschließend studierte sie Politikwissenschaft und ab 2012 auch Rechtswissenschaften. Beide Studien schloss sie erfolgreich ab, mit dem akademischen Grad Bachelor of Arts (BA) und dem juristischen Abschluss Magistra iuris (Mag. iur.).
Neben dem Studium war sie in verschiedenen Jobs tätig. Von 2013 bis 2020 arbeitete sie im Sekretariat der SPÖ Hernals. Anschließend war sie von 2021 bis 2024 als parlamentarische Mitarbeiterin tätig.

## Politik
Durch ihr Engagement in der Sozialistischen Jugend Österreichs kam Alice Seidl zur SPÖ Hernals. Nach der Wiener Gemeinderats- und Bezirksvertretungswahl 2015 wurde sie Bezirksrätin in Hernals. Außerdem wurde sie 2020 zur Bezirksvorsitzenden der SPÖ Frauen Hernals gewählt.
Im März 2022 wurde sie Bezirksvorsteher-Stellvertreterin in Hernals, nachdem ihr Vorgänger Peter Jagsch zum Bezirksvorsteher aufgestiegen war. Im März 2024 legte sie diese Funktion nach der Geburt ihres Sohnes auf eigenen Wunsch zurück, blieb jedoch bis zum Ende der Periode weiterhin Bezirksrätin.
Bei der Wahl am 27. April 2025 kandidierte Seidl auf dem ersten Listenplatz im Wahlkreis Wien-West (Hernals und Währing). Sie schaffte den Einzug in den Landtag und Gemeinderat und wurde am 10. Juni 2025 als Wiener Gemeinderätin und Landtagsabgeordnete angelobt.
Seitdem ist sie Mitglied im Ausschuss für Wohnen, Wohnbau, Stadterneuerung und Frauen sowie im Stadtrechnungshofausschuss.